# 128ª Brigata meccanizzata pesante "Campi Selvaggi"
La 128ª Brigata meccanizzata pesante autonoma "Campi Selvaggi" (in ucraino 128-та окрема важка механізована бригада «Дике Поле»?, 128-ta okrema važka mechanizovana bryhada «Dyke Pole», unità militare А7384) è un'unità di fanteria meccanizzata delle Forze terrestri ucraine con base a Dnipro.

## Storia
Il 16 febbraio 2022 il capo di stato maggiore della direzione regionale "Est" delle Forze di difesa territoriale, colonnello Jevhen Ščerban', ha annunciato che nell'oblast' di Dnipropetrovs'k, oltre alla 108ª Brigata, sarebbe stata reclutata un'altra unità territoriale per difendere la città di Dnipro. Il 26 febbraio, in seguito all'invasione russa dell'Ucraina, è iniziata la formazione della brigata, che in pochi giorni ha superato i 1000 volontari. L'unità è quindi stata ufficialmente costituita il 7 marzo come 128ª Brigata autonoma di difesa territoriale (in ucraino 128-та окрема бригада територіальної оборони?, 128-ta okrema bryhada terytorial'noї oborony).
L'8 luglio è stato reso noto che la 128ª Brigata è stata l'unità delle Forze di difesa territoriale appartenenti al Comando operativo "Est" a detenere il record di equipaggiamento nemico catturato. È rimasta schierata sul fronte del Donbass, in particolare nell'oblast' di Donec'k, per tutta la prima parte del conflitto. Il 28 giugno 4 militari della brigata sono stati insigniti dell'Ordine di Bogdan Chmel'nyc'kyj di III Classe (di cui 2 postumi), e altri 22 sono stati premiati con onorificenze minori. Il 14 ottobre 2022 ha ricevuto la bandiera di guerra. A dicembre ha contribuito a respingere un assalto della 127ª Divisione fucilieri motorizzata nell'area di Velyka Novosilka.
A febbraio 2024 la brigata, nell'ambito della riforma delle Forze di difesa territoriale, è stata trasferita alle Forze terrestri. Il 5 dicembre 2024 la brigata ha ricevuto il titolo onorifico "Campi Selvaggi", regione storica comprendente le steppe dell'Ucraina orientale. Nel maggio 2025 la brigata ha ricevuto un nuovo stemma in linea con gli standard delle Forze terrestri, indicandone la probabile futura conversione a unità meccanizzata similmente a quanto accaduto alla 100ª Brigata l'anno precedente. A luglio è stata quindi riorganizzata come brigata meccanizzata pesante.

## Struttura
- Comando di brigata[14]
- 230º Battaglione di difesa territoriale (unità militare А7405)[15]
- 231º Battaglione di difesa territoriale (unità militare А7406)[16]
- 232º Battaglione di difesa territoriale (unità militare А7407)[17]
- 233º Battaglione di difesa territoriale (unità militare А7408)[18]
- 234º Battaglione di difesa territoriale (unità militare А7409)[19]
- Compagnia sistemi senza pilota "Hunter"
- Unità di supporto

## Comandanti
- Colonnello Oleksandr Vodolaz'kyj (febbraio 2022 - 2023)[20]
- Colonnello Rostyslav Rehins'kyj (2023 - dicembre 2024)[21]
- Colonnello Volodymyr Dzjuba (dicembre 2024 - gennaio 2025)[22]
- Colonnello Serhij Romaško (gennaio 2025 - maggio 2025)[23]
- Colonnello Oleh Hančarjuk (maggio 2025 - in carica)[24]